# Robert Baden-Powell
Robert Baden-Powell, celým jménem Robert Stephenson Smyth Baden-Powell, 1. Baron Baden-Powell of Gilwell (22. února 1857 Paddington, Londýn, Anglie – 8. ledna 1941 v Nyeri nedaleko hory Mount Kenya, Keňa) byl voják, ale především zakladatel skautského hnutí. Bylo mu uděleno několik významných britských řádů a vyznamenání: Řád Za zásluhy, Řád sv. Michala a sv. Jiří, Královský řád Viktoriin, Řád lázně nebo třeba československý Řád Bílého lva.

## Dětství
Robert Stephenson Smyth Baden-Powell se narodil v Londýně 22. února 1857. Byl šestým synem a osmý z deseti dětí reverenda Baden-Powella, profesora oxfordské univerzity. Jména Robert Stephenson jsou jména kmotra, syna George Stephensona, průkopníka železnice. Otec zemřel, když byly Robertovi pouhé tři roky. BP začal chodit na Rose Hill School, Tunbridge Wells, kde získal stipendium pro vstup do Charterhouse School. Ta měla velký vliv na jeho další život. Byl vždycky horlivý učit se nové dovednosti. Hrál na piano a na housle. Hrál divadlo – a pořád hrál šaška. Když byl na Charterhouse, začal objevovat svůj zájem o průzkumnictví a lesní moudrost.
V nedalekých lesích získával své první zkušenosti se stopováním, lovem a kuchyňskou úpravou úlovků. Ale také první zkušenosti zvěda, neboť se jednalo o činnost zakázanou a přísně stíhanou vychovateli. Hrál na klavír a violu a také kreslil (což lze vidět na některých pozdějších ilustracích z knihy Scouting for Boys, které se svou kreslířskou zkratkou dají srovnávat s kresbami Setonovými). Prázdniny trávil většinou na lodích, jachtařstvím a veslováním se svými bratry.
BP nijak neproslul školními známkami, jak ukazují jeho vysvědčení. Jeden záznam: matematika – všemi způsoby se snaží ukončit své studium. Jiný záznam: francouzština – šlo by mu to, kdyby nebyl tolik líný. Často ve škole spí. Když BP skládal zkoušky do armády, umístil se druhý mezi několika sty uchazeči. Byl poslán přímo k 13. husarské, takže minul důstojnický trénink. Později se stal čestným plukovníkem.

## Vojenská kariéra
V roce 1876 odešel jako mladý důstojník do Indie – do aktivní služby se zapojil jako podporučík (2nd lieutenant).
Specializoval se na vyzvědačství, mapování terénu a průzkum. Byl natolik úspěšný, že začal trénovat ostatní. Na tehdejší dobu BP používal dost nestandardní metody: malé skupinky, které pracovaly pod vedením šéfa, zvláštní uznání pro ty, kteří pracovali dobře. Za dobrý výkon BP uděloval odznaky, které se podobaly obrázku, kterým se na kompasech značil sever. Dnešní skautský znak je velmi podobný.
Později pobýval na Balkáně, v Jižní Africe a na Maltě. Vrátil se do Afriky, aby pomohl bránit Mafeking, když byl na počátku Búrské války 217 dnů obléhán. To byl klíčový test BPho dovedností. Odvaha a schopnosti chlapců v skupinách kurýrů u Mafekingu na něj udělaly trvalý dojem. A on zase udělal dojem na Anglii.
BP byl obviněn z ilegální popravy náčelníka Uwini, kterému bylo slíbeno, že bude jeho život ušetřen, pokud se vzdá. Uwini byl ale popraven a BP tento rozsudek schválil. V následném vojenské soudu byl BP osvobozen a k civilnímu soudu, který chtěli místní autority, už nedošlo. BP následně prohlašoval, že byl osvobozen "bez poskvrny na jeho reputaci". 
V době, kdy začala druhá búrská válka, byl už plukovníkem (nejmladším v Britské armádě). Zde dostal na starost organizování jednotek hraničářů na pomoc pravidelné armádě. Byl instruován, aby se pohyboval s malou jízdní jednotkou na hranici s Bůrskou republikou. BP se ale rozhodl shromáždit větší množství zásob a s téměř nevycvičenými muži se rozhodl proti mnohonásobné početní přesile raději bránit v regionálním centru Mafeking. Cílem bylo zdržet Búry v bojích ve vnitrozemí, dokud se nevylodí armáda. V Mafekingu bylo asi 800 mužů pravidelné armády a policie, a dalších 300 mužů z řad obyvatel. Jako spojky a poslíčci pracovali chlapci ve věku 12–15 let, organizovaní v jednotkách kadetů. Celkem se vojenských operací účastnilo asi 2000 lidí. Opevňovací práce začaly 19. září 1899.
Búrové vyhlásili válku 12. října a očekávaný útok nastal zanedlouho – první střely dopadly na Mafeking 16. října. Proti přesile 8000 búrských vojáků obránci vydrželi 217 dní. Po většinu obléhání měl BP dostatečnou sílu se z probojovat z oblíčení, i díky tomu, že Burové neměli k dispozici artilerii, ale místo toho se rozhodl ve městě zůstat, i když se museli ke konci uchýlit ke konzumaci vlastních koní.
Velký podíl na tom, že město ubránil měl právě on sám a jeho neobyčejně mazaná taktika. Například byla vytvořena falešná minová pole (tak, aby Búrové a jejich špehové ve městě měli vše dobře na očích). Jednotky obránců se při pohybu důsledně vyhýbaly neexistujícím překážkám z ostnatého drátu, pro zdánlivé zvýšení jejich počtu obránci různě přesouvali zbraně a světlomety (improvizované z acetylénové lampy a plechovky od kompotu). Takto se mu povedlo Búry přesvědčit, že město je příliš dobře hájeno na přímý útok, a vydržet až do osvobození vyloděnými posilami 17. května 1900. Týden před osvobozením, vědomi si blížících se posil, Búrové útok podnikli, ale obráncům se jej podařilo odrazit. Dozvěděl se totiž, že na něj útočí 1000 Búrů z jedné strany, tak okamžitě poslal všechny vojáky na východ, protože vytušil, že první vlna byla jenom klamná. A tak se město ubránilo.
Úspěšná obrana Mafekingu byla po dlouhou dobu jediným pro Brity příznivým vývojem v Búrské válce, a tak poutala značnou pozornost domácí veřejnosti. Po osvobození vypukly v Británii ohromné oslavy. On sám se stal národním hrdinou a nejmladším brigádním generálem. Obdivně o něm psal i válečný zpravodaj Winston Churchill, který se později stal ministerským předsedou Spojeného království. Každopádně ve vojenských kruzích byly jeho činy vnímány více kriticky a zejména jeho velitelé byli nespokojeni s jeho rozhodnutím nechat se obklíčit v Mafeking. Následně jeho selhání správně vyhodnotit situaci a opuštění vojáků, zejména Australanů a Rhodesianů v bitvě u řeky Elands vedly podle historika Thomase Pakehama k tomu, že byl odstraněn z vojenských operací.
Domů se vrátil roku 1903 a zjistil, že je národním hrdinou. Zjistil také, že malou knížku Aids to Scouting, kterou napsal pro vojáky, používají vedoucí mládeže a učitelé v celé zemi pro výuku postřehu a lesní moudrosti. Mluvil na setkáních a shromážděních. Na setkání Boys' Brigade byl požádán zakladatelem organizace, Sirem Williamem Smithem, aby vypracoval systém, který by umožnil větší pestrost při tréninku chlapců v „dobrém občanství“.

## Počátky skautského hnutí

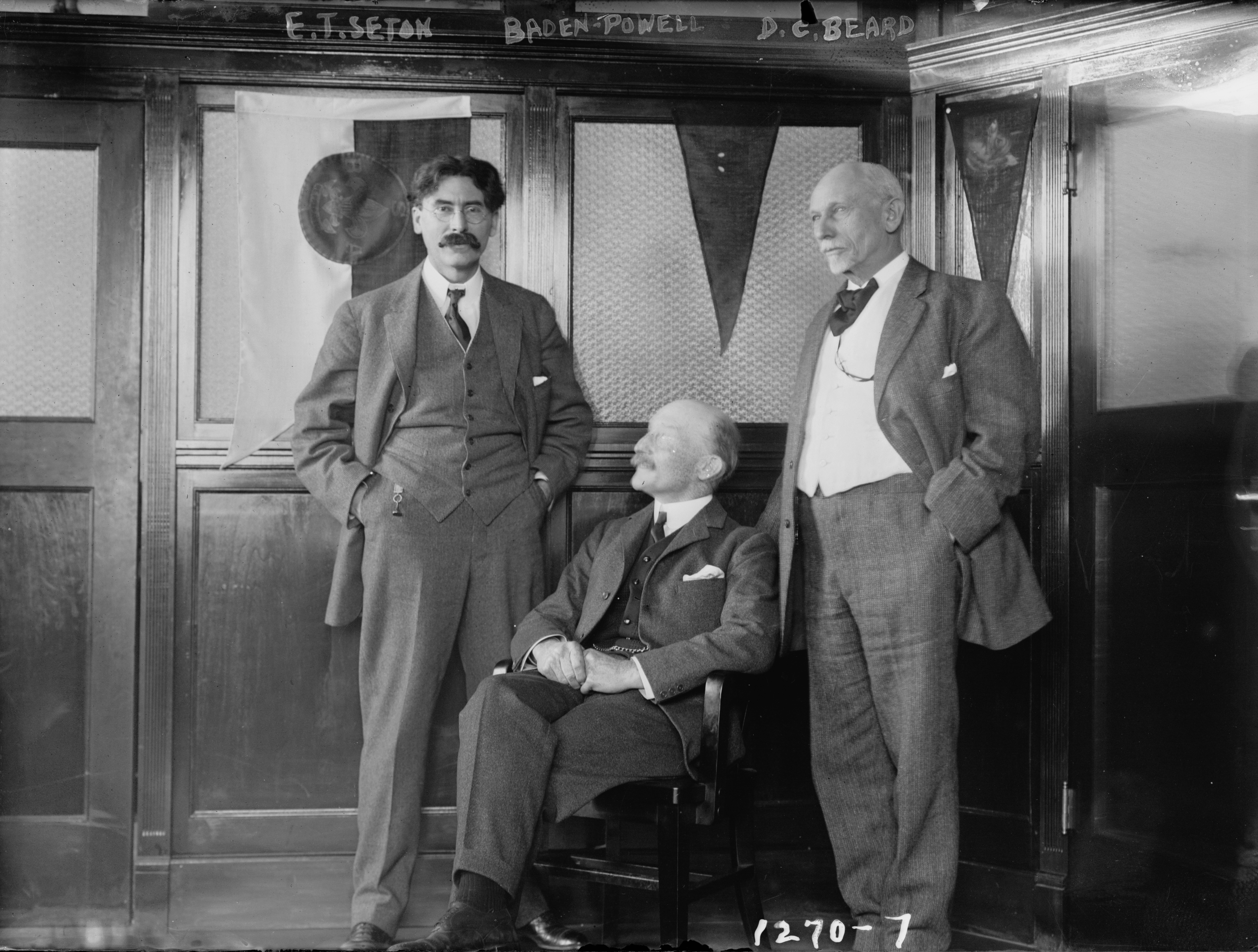
Ernest Thompson Seton, Robert Baden-Powell a Daniel Carter Beard

V roce 1907 uspořádal Baden-Powell experimentální tábor na ostrově Brownsea, aby vyzkoušel své nápady v praxi. Shromáždil 22 chlapců – některé ze soukromých škol, některé pracující. Výsledek tábora zná celý svět. Na prvním skautském táboře se mu potvrdilo, že děti, i když mají mezi sebou velké společenské rozdíly, si rozumí a hrají se spolu jako bratři.
Po úspěchu své první knihy Aids to Scouting začal připravovat další knihu – kniha Scouting for Boys vycházela v roce 1908 v šesti částech po čtrnácti dnech. Zájem o knihu byl ohromující. Chlapci se sami shromažďovali do skautských družin, aby mohli skauting zkoušet. Co bylo zamýšleno jako tréninková metoda pro existující organizace, se stalo základem nového celosvětového hnutí. BP zřejmě velmi rozuměl chlapcům a dotkl se něčeho zásadního v mladých lidech v Anglii i všude na světě. Kniha byla přeložena do více než 35 jazyků, včetně češtiny.
Bez povyku, bez formalit a úplně spontánně začali chlapci po celé zemi zakládat skautské oddíly. V září 1908 Baden-Powell založil skautskou kancelář, která vyřizovala dotazy, které se na něj začaly hrnout.
Skauting se rychle šířil po celém Britském impériu i do dalších zemí, až pokryl v podstatě všechny části světa. Později byl zrušen v některých totalitních zemích (skauting je ze své podstaty demokratický a dobrovolný).
Odešel z armády v roce 1910 ve věku 53 let na radu krále Edvarda VII., který mu řekl, že svojí činností ve skautském hnutí bude své vlasti vykonávat cennější službu. Takže celé své nadšení a energii nasměroval do rozvoje chlapeckého a dívčího skautingu. Dívčí skauting vznikl v roce 1910, když se dívky zúčastnily první skautské rally v Křišťálovém paláci v Londýně a poté požádaly Baden-Powella, jestli se také mohou stát skauty. Světovou skautskou náčelní se později stala manželka Olave Baden-Powell.
Cestoval do různých částí světa, kdekoliv ho potřebovali, aby povzbudil růst hnutí a aby osobně poskytl nově vznikající organizaci podporu. V roce 1912 se oženil s Olave Soames, která mu byla stálou pomocí a partnerem ve všem, co dělal. Měli tři děti (Petera, Heather a Betty). Olave Lady Baden-Powell se později stala světovou náčelní.

## Světový náčelník
Během 1. světové války B. P. nebojoval, ale připravoval svět na život po válce. Krátce po ukončení první světové války uspořádal první světové skautské jamboree – to se konalo v hale Olympia v Londýně v roce 1920. Při závěrečném ceremoniálu byl BP jednomyslně prohlášen za světového náčelníka. Úspěšná mezinárodní setkání, ať už skautů nebo jejich vedoucích, ukázala, že nešlo jen čestný titul, ale že všichni považovali Baden-Powella za svého vůdce. Výkřiky, které ohlašovaly jeho příjezd, a ticho, které nastalo, když pozvedl ruku, nade vší pochybnost dokazovaly, jak mocně uchvátil srdce a představivost svých následovníků, ať už byli z kterékoli země.
Na třetím světovém jamboree, které se konalo v parku Arrowe v anglickém Birkenhand, princ Waleský ohlásil, že Baden-Powellovi bude udělen šlechtický titul z rukou Jeho Veličenstva krále. Tato zpráva byla přijata s obrovským nadšením. BP přijal titul Lord Baden-Powell of Gilwell. Gilwellský park byl mezinárodním tréninkovým centrem, který vybudoval pro skautské vedoucí. Na tomto jamboree předal československý vyslanec v Londýně Jan Masaryk Baden-Powellovi nejvyšší československé vyznamenání Řád Bílého lva.
Skauting nebylo to jediné, o co se Baden-Powell zajímal. Hrozně rád hrál divadlo, chodil na ryby, hrál pólo a účastnil se honů na vysokou zvěř. Byl také velmi dobrým malířem, pracoval s tužkou a vodovými barvami. Také se zajímal o vyřezávání a vytváření amatérských filmů.
Robert Baden-Powell během svého života napsal více než 32 knih. Získal čestné tituly na minimálně šesti universitách. Kromě toho obdržel 28 zahraničních ocenění a 19 skautských vyznamenání v cizích zemích.
V roce 1938, trpící velmi chatrným zdravím, se BP vrátil do Afriky, což pro něj znamenalo strašně moc. Žil v polovičním důchodu v Neyri, v Keni. Ale i na tomto místě nedokázal omezit výdaje své energie a pokračoval v produkování knih a obrázků.

## Baden-Powellovo poslední poselství
BP si připravil poslední rozloučení se skauty. Chtěl, aby bylo uveřejněno po jeho smrti. Vzkaz není datován, ale pravděpodobně pochází z doby před rokem 1929, protože byl podepsán „Robert Baden-Powell“ a ne „Baden-Powell of Gilwell“. Lady Baden-Powell řekla, že ten dopis v obálce nadepsané „pro skauty“ nosil společně s dalšími dokumenty vždy s sebou na svých cestách v obálce označené „pro případ mé smrti“.
Drazí skauti,
pokud jste viděli hru Petr Pan, budete si pamatovat, jak si hlavní pirát připravoval svůj poslední proslov, protože se bál, že až přijde jeho čas, nebude schopen dostat slova ze své hrudi. Se mnou je to dost podobné, takže přesto, že právě teď neumírám, jednou jistě zemřu a rád bych vám poslal své sbohem.
Pamatujte, že je to naposledy, co ode mě cokoliv uslyšíte, takže o tom, co vám píšu, dobře přemýšlejte.
Měl jsem velice šťastný život a doufám, že vy všichni prožijete podobně šťastný život jako já.
Věřím, že nás Bůh seslal na tento svět, abychom byli šťastni a užívali si života. Radost a štěstí nepřicházejí s bohatstvím, ani s úspěšnou kariérou, ani s vlastní pohodlností. Jedním z kroků ke štěstí je péče o své zdraví a tělesnou sílu v dětství. S tím budete použitelní pro život a můžete si užívat života v dospělosti.
Studium přírody nám ukazuje, jak nádherné a úžasné jsou věci, které Bůh na tomto světě vytvořil pro to, abychom je vychutnávali. Buďte spokojeni s tím, co máte, a udělejte s tím to nejlepší, co můžete. Dívejte se na všechno z té lepší stránky.
Opravdová cesta k docílení štěstí je dělání radosti ostatním lidem. Pokuste se zanechat tento svět o trochu lepším, než jaký byl, když jste na něj přišli. Až se váš čas naplní, zemřete šťastně s pocitem, že jste v žádném případě neprožili svůj život zbytečně. „Buďte připraveni“ v tomto ohledu žít šťastně a šťastně také zemřít. Držte se svého skautského slibu i poté, co z vás vyrostou dospělí lidé – a Bůh vám ve vašem úsilí pomůže.
Váš přítel,
Robert Baden-Powell 

## Nositel československého řádu Bílého lva
Na třetí světové skautské jamboree, které se konalo v roce 1929, dorazil kromě 54 českých skautů a skautek i československý vyslanec v Londýně Jan Masaryk. Ten se setkal s Robertem Baden-Powellem a předal mu nejvyšší státní vyznamenání — Československý řád Bílého lva. Toto ocenění (ev. č.: I. 144 v. 3125/VI 1925) je dodnes vystaveno ve vstupní hale Baden-Powell House v Londýně.

## Další působení
V deníku z roku 1939 si Baden-Powell poznamenal: „Celý den jsem ležel. Četl Mein Kampf. Skvělá kniha, dobré myšlenky o vzdělání, zdraví, propagandě, organizaci atd. – myšlenky, které ale Hitler sám nepraktikuje.“
V roce 2007 po něm nepálská vláda pojmenovala himálajský vrchol Baden-Powell Peak.